# Hurșciîna, Bilohirea
Hurșciîna (în ucraineană Гурщина) este un sat în comuna Iosîpivți din raionul Bilohirea, regiunea Hmelnîțkîi, Ucraina.

## Demografie
Componența lingvistică a localității Hurșciîna
     Ucraineană (100%)
Conform recensământului din 2001, toată populația localității Hurșciîna era vorbitoare de ucraineană (100%).